# أنديرسون ميغيل دا سيلفا
أنديرسون ميغيل دا سيلفا (بالبرتغالية:Ânderson Miguel da Silva) الشهير باسم نيني (بالبرتغالية:Nenê) (مواليد 28 يوليو 1983 في ساو باولو - البرازيل) لاعب كرة قدم برازيلي أنهى موسمه الكروي 2008 - 2009 كأحسن هداف في الدوري البرتغالي مسجلا بذلك 20 هدفا .
يلعب حاليا لصالح نادي الدرجة الأولى كالياري الإيطالي منذ 2009 في مركز المهاجم .

## وصلات خارجية
- أنديرسون ميغيل دا سيلفا على موقع قاعدة بيانات كرة القدم.إي يو (الإنجليزية)
- أنديرسون ميغيل دا سيلفا على موقع Soccerway.com (الإنجليزية)
- أنديرسون ميغيل دا سيلفا على موقع عالم كرة القدم.نت (الإنجليزية)
- أنديرسون ميغيل دا سيلفا على موقع AS.com (الإسبانية)